# Milt Bernhart

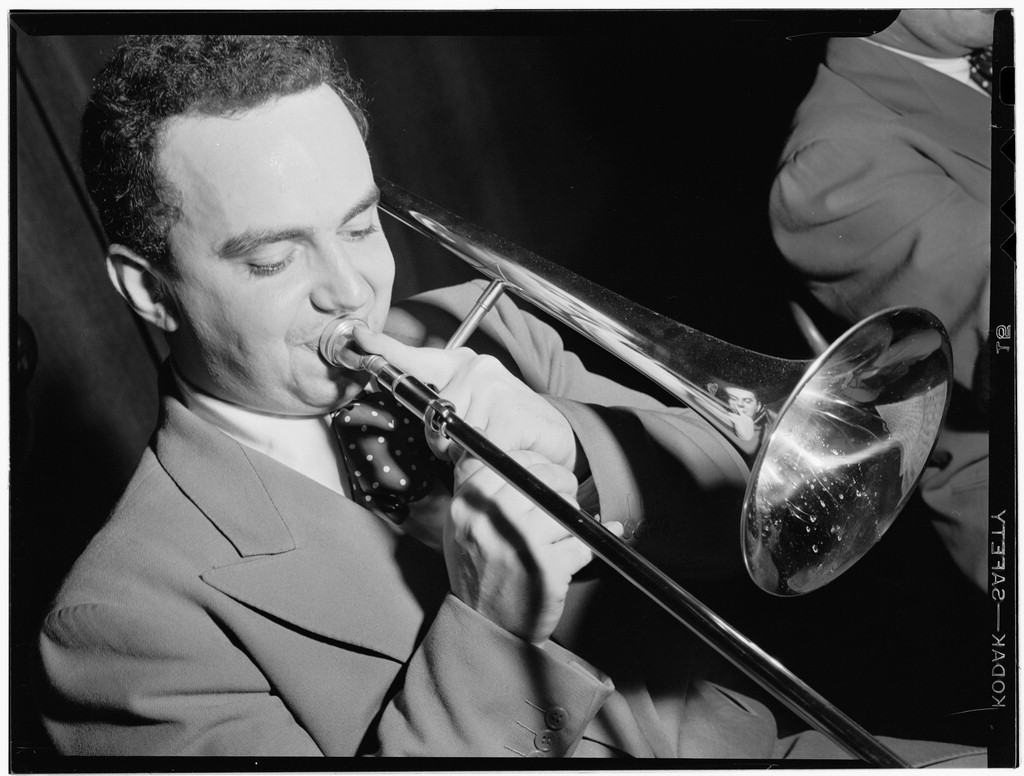
Milt Bernhart.
Foto
William P. Gottlieb.

Milt Bernhart (* 25. Mai 1926 in Valparaiso, Indiana; † 22. Januar 2004 in Glendale, Kalifornien) war ein US-amerikanischer Posaunist und Jazz-Musiker.

## Leben
Der Sohn russischer Einwanderer wuchs ab 1936 als Vollwaise in Chicago auf. Er spielte ab 1936 Tuba, um sich 1938 der Posaune zuzuwenden. Er wurde bereits als Jugendlicher vom Bandleader Buddy Franklin als Posaunist verpflichtet. 1942 wechselte er zum Orchester von Boyd Raeburn, im Jahr darauf zu Teddy Powell, bevor er zur Armee eingezogen wurde.
Von 1946 bis 1951 gehörte Bernhart als Solist und Satzführer zum Ensemble von Stan Kenton, unterbrochen von einem Engagement im Orchester von Benny Goodman (1947–48). Zu seinen bekanntesten Soli dieser Zeit auf Platten gehören El Manicero (The Peanut Vendor, 1947) und Salute (1950). Zusammen mit anderen Kenton-Veteranen wie Maynard Ferguson und Shorty Rogers (Cool and Crazy, 1953) schloss er sich 1952 den kalifornischen Lighthouse All-Stars um Howard Rumsey an und wurde fortan zu einem der profiliertesten Protagonisten des West Coast Jazz. Bis 1954 spielte er bei Shorty Rogers und wirkte bei der Studioproduktion From Hollywood (Decca) mit. 1955 veröffentlichte er mit Modern Brass eines seiner wenigen eigenen Alben.
Vom Frühjahr 1953 an gehörte Bernhart zum festen Stamm der Studiomusiker von Frank Sinatra, mit dem er bis 1977 viele Dutzend Aufnahmen einspielte, darunter das bekannte von Nelson Riddle arrangierte Solo in I’ve Got You Under My Skin (Capitol, 1956). Daneben arbeitete er auf vielen hundert Studioaufnahmen mit Künstlern wie Ella Fitzgerald, Louis Armstrong, André Previn, Henry Mancini, Buddy Bregman, Billy May, Sarah Vaughan, Anita O’Day, Antônio Carlos Jobim und Ray Brown. Auf der Konzertbühne spielte er viele Jahre im Orchester von Antonio Morelli, der Hausband des Sands Hotel in Las Vegas.
Bernhart arbeitete auch in Hollywood, ab 1955 als festes Mitglied beim Filmorchester von Columbia Pictures, und wirkte an zahlreichen Soundtracks als Solist mit, unter anderem in Der Wilde (The Wild One, 1953, mit Marlon Brando) und Der Mann mit dem Goldenen Arm (The Man With The Golden Arm, 1956, mit Frank Sinatra). Auch in TV-Serien wie Peter Gunn (1958–1961) war seine Posaune zu hören.
Ab den 1970er Jahren betrieb Bernhart als zweites berufliches Standbein in Hollywood ein erfolgreiches Reisebüro, ohne dabei die Musik ganz aufzugeben. Bis zu dessen Tod 1985 ging er regelmäßig mit Nelson Riddle auf Tournee. Zusammen mit einigen seiner alten Weggefährten gründete er 1986 die Big Band Academy Of America, deren Präsident er bis zu seinem Tode blieb.

## Lexigraphische Einträge
- Carlo Bohländer, Karl Heinz Holler, Christian Pfarr: Reclams Jazzführer. 4., durchgesehene und ergänzte Auflage. Reclam, Stuttgart 1990, ISBN 3-15-010355-X.
- Leonard Feather, Ira Gitler: The Biographical Encyclopedia of Jazz. Oxford University Press, New York 1999, ISBN 0-19-532000-X.